# Taylor Saghabi
Taylor Saghabi (ur. 25 grudnia 1990 na Wyspach Cooka) – piłkarz z Wysp Cooka grający na pozycji napastnika w australijskim West Ryde Rovers.
W West Ryde Rovers gra od 2011 roku.
W reprezentacji Wysp Cooka Saghabi zadebiutował w 2011 roku. Dotychczas w tej reprezentacji zagrał w 7 meczach w których strzelił 2 gole.